# Nerida Gregory
Nerida Gregory (Bundaberg, 13 maggio 1956) è un'ex tennista australiana.

## Carriera
In carriera ha raggiunto una finale in singolare e due di doppio. Nei tornei del Grande Slam ha ottenuto il suo miglior risultato raggiungendo i quarti di finale di doppio agli Australian Open nel 1977  a gennaio e dicembre, entrambi in coppia con la connazionale Jan Wilton.

## Statistiche

### Singolare

#### Finali perse (1)
| Numero | Anno            | Torneo                                 | Superficie | Avversaria in finale    | Punteggio |
| 1.     | 26 ottobre 1980 | Japan Open Tennis Championships, Tokyo | Cemento    | Mariana Simionescu-Borg | 4-6, 4-6  |

### Doppio

#### Finali perse (2)
| Numero | Anno            | Torneo                                 | Superficie  | Compagna                   | Avversarie in finale       | Punteggio |
| 1.     | 19 ottobre 1980 | Borden Classic, Nagoya                 | Terra rossa | Marie Neumannová-Pinterová | Lindsay Morse Jean Nachand | 3-6, 1-6  |
| 2.     | 26 ottobre 1980 | Japan Open Tennis Championships, Tokyo | Cemento     | Marie Neumannová-Pinterová | Dana Gilbert Peanut Louie  | 3-6, 2-6  |